# Józef Rolski (konspirator)
Józef Rolski (ur. 13 marca 1839  – zm. 1862) – działacz organizacji czerwonych, naczelnik Warszawy od września do października 1862, zmarł w szpitalu więziennym w Cytadeli Warszawskiej.
Syn Teodora, byłego kapitana wojsk polskich, brat Edwarda Rolskiego, komisarza województwa płockiego w czasie powstania styczniowego.